# Policie Chicago
Policie Chicago (v anglickém originále Chicago P.D.) je americký televizní seriál, vysílaný stanicí NBC od 8. ledna 2014. Tvůrci seriálu jsou Dick Wolf a Matt Olmstead. Je prvním spin-offem seriálu Chicago Fire. Seriál sleduje životy policejní jednotky chicagské policie. Dne 10. května 2017 stanice objednala pátou řadu, která měla premiéru 27. září 2017.
9. května 2018 bylo oznámeno, že seriál získal šestou řadu. Ta měla premiéru dne 26. září 2018. Dne 26. února 2019 byla stanicí NBC objednána sedmá řada, která měla premiéru dne 25. září 2019. Osmá řada bude mít premiéru dne 11. listopadu 2020.
Seriál se také vysílá v Česku na Nova Action.

## Děj
Seriál sleduje životy policejní jednotky chicagské policie, která je rozdělaná na policisty v uniformách a jednotku tajné služby. Uniformovaní policisté každý den čelí kriminalitě v ulicích Chicaga a detektivové z jednotky tajné služby se snaží zasáhnout proti organizovaným zločinům, prodeji drog a vraždám.

## Obsazení
| Postava             | Herec                | Český dabing       | Řady            | Řady            | Řady            | Řady            | Řady            | Řady            | Řady            | Řady            | Řady            | Řady            |
| Postava             | Herec                | Český dabing       | 1               | 2               | 3               | 4               | 5               | 6               | 7               | 8               | 9               | 10              |
| ------------------- | -------------------- | ------------------ | --------------- | --------------- | --------------- | --------------- | --------------- | --------------- | --------------- | --------------- | --------------- | --------------- |
| Henry "Hank" Voight | Jason Beghe          | Jiří Schwarz       | hlavní          | hlavní          | hlavní          | hlavní          | hlavní          | hlavní          | hlavní          | hlavní          | hlavní          | hlavní          |
| Antonio Dawson      | Jon Seda             | Filip Švarc        | hlavní          | hlavní          | hlavní          | hlavní          | hlavní          | hlavní          | Does not appear | Does not appear | Does not appear | Does not appear |
| Erin Lindsayová     | Sophia Bush          | Kristina Jelínková | hlavní          | hlavní          | hlavní          | hlavní          | Does not appear | Does not appear | Does not appear | Does not appear | Does not appear | Does not appear |
| Jay Halstead        | Jesse Lee Soffer     | Josef Pejchal      | hlavní          | hlavní          | hlavní          | hlavní          | hlavní          | hlavní          | hlavní          | hlavní          | hlavní          | hlavní          |
| Adam Ruzek          | Patrick John Flueger | Oldřich Hajlich    | hlavní          | hlavní          | hlavní          | hlavní          | hlavní          | hlavní          | hlavní          | hlavní          | hlavní          | hlavní          |
| Kim Burgessová      | Marina Squerciati    | Nina Horáková      | hlavní          | hlavní          | hlavní          | hlavní          | hlavní          | hlavní          | hlavní          | hlavní          | hlavní          | hlavní          |
| Kevin Atwater       | LaRoyce Hawkins      | Petr Burian        | hlavní          | hlavní          | hlavní          | hlavní          | hlavní          | hlavní          | hlavní          | hlavní          | hlavní          | hlavní          |
| Sheldon Jin (†)     | Archie Kao           | Petr Lněnička      | hlavní          | Does not appear | Does not appear | Does not appear | Does not appear | Does not appear | Does not appear | Does not appear | Does not appear | Does not appear |
| Alvin Olinsky (†)   | Elias Koteas         | Zdeněk Mahdal      | hlavní          | hlavní          | hlavní          | hlavní          | hlavní          | Does not appear | Does not appear | Does not appear | Does not appear | Does not appear |
| Trudy Plattová      | Amy Morton           | Zuzana Mixová      | vedlejší        | hlavní          | hlavní          | hlavní          | hlavní          | hlavní          | hlavní          | hlavní          | hlavní          | hlavní          |
| Sean Roman          | Brian Geraghty       | Marek Holý         | Does not appear | hlavní          | hlavní          | Does not appear | Does not appear | Does not appear | hostující       | Does not appear | Does not appear | Does not appear |
| Hailey Uptonová     | Tracy Spiridakos     | Anna Suchánková    | Does not appear | Does not appear | Does not appear | vedlejší        | hlavní          | hlavní          | hlavní          | hlavní          | hlavní          | hlavní          |
| Vanessa Rojasová    | Lisseth Chavez       | Anna Brousková     | Does not appear | Does not appear | Does not appear | Does not appear | Does not appear | Does not appear | hlavní          | Does not appear | Does not appear | Does not appear |

### Vedlejší role
- Samuel Caleb Hunt jako Craig "Mouse" Gerwitz (1.–4. řada)
- Stella Maeve jako Nadia Decotis (1.–2. řada)
- Barbara Eva Harris jako Emma Crowley (3.– 5. řada)
- Kevin J. O'Connor jako Fischer (2.–3. řada)
- Robert Wisdom jako Ron Perry (1.–2. řada)
- Josh Segarra jako Justin Voight (1.–3. řada)
- Markie Post jako Barbara "Bunny" Fletcher (2.–4. řada)
- Chris Agon jako Steve Kot (od 2. řady)
- Ian Bohen jako seržant Edwin Stillwell (1.–2. řada)
- Alina Taber jako Lexi Olinsky (1.–4. řada)
- Madison McLaughlin jako Michelle Sovana (2. řada)
- Sydney Tamiia Poitier jako detektiv Mia Sumner (1. řada)
- Melissa Carlson jako Meredith Olinsky
- Erik Hellman jako doktor Alec Willhite (1.–3. řada)
- America Olivo jako Laura Dawson, Antoniova bývalá manželka
- Zach Garcia jako Diego Dawson, Antoniovo syn
- Maya Moravec (1.–2. řada) a Ariana Chantelle Cordero (5.–6. řada) jako Eva Dawson, Antoniova dcera
- Nick Wechsler jako detektiv Kenny Rixton (4. řada)
- Mykelti Williamson jako poručík Denny Woods (4.–5.řada)
- Anne Heche jako Katherine Brennan (6.–7. řada)
- John C. McGinley jako Brian Kelton (6. řada)
- Paul Adelstein jako Jason Crawford (7. řada)
- Michael Beach jako Darius Walker (7. řada)

## Vysílání
| Řada | Díly | Premiéra v USA     | Premiéra v USA  | Premiéra v ČR     | Premiéra v ČR     |
| Řada | Díly | První díl          | Poslední díl    | První díl         | Poslední díl      |
| ---- | ---- | ------------------ | --------------- | ----------------- | ----------------- |
| 0    | 1    | 15. května 2013    | 15. května 2013 | 4. listopadu 2015 | 4. listopadu 2015 |
| 1    | 15   | 8. ledna 2014      | 21. května 2014 | 26. června 2020   | 3. července 2020  |
| 2    | 23   | 24. září 2014      | 20. května 2015 | 4. července 2020  | 15. července 2020 |
| 3    | 23   | 30. září 2015      | 25. května 2016 | 15. července 2020 | 26. července 2020 |
| 4    | 23   | 21. září 2016      | 17. května 2017 | 27. července 2020 | 7. srpna 2020     |
| 5    | 23   | 27. září 2017      | 9. května 2018  | 7. srpna 2020     | 18. srpna 2020    |
| 6    | 22   | 26. září 2018      | 22. května 2019 | 18. srpna 2020    | 29. srpna 2020    |
| 7    | 20   | 25. září 2019      | 15. dubna 2020  | 29. srpna 2020    | 8. září 2020      |
| 8    | 16   | 11. listopadu 2020 | 26. května 2021 | 31. března 2023   | 16. dubna 2023    |
| 9    | 22   | 22. září 2021      | 25. května 2022 | 17. dubna 2023    | 6. května 2023    |
| 10   | 22   | 21. září 2022      | 24. května 2023 | bude oznámeno     | bude oznámeno     |

## Produkce

### Vývoj
V březnu 2013 přišla stanice NBC s plány na spin-off seriálu Chicago Fire z policejního prostředí. Tvůrci a výkonnými producenty se stali Dick Wolf, Derek Haas, Michael Brandt a Matt Olmstead. V květnu 2013 stanice vybrala seriál Chicago P.D. do své sezóny 2013–14. Celý seriál je natáčen v Chicagu, jako exteriér je použita policejní stanice Old Maxwell (943 West Maxwell Street). Dne 9. listopadu 2015 stanice objednala čtvrtou řadu, která měla premiéru 21. září 2016. Dne 10. května 2017 stanice objednala pátou řadu, která měla premiéru 27. září 2017.

### Casting
Tania Raymonde byla obsazena do seriálu do role Nicole. Kelly Blatz byla obsazena do role strážnice Elam. Scott Eastwood měl hrát strážníka Jima Barnese. Melissa Sagemiller měla hrát detektiva Willhite. Dále byli obsazeni Jason Beghe jako seržant Hank Voight a Jon Seda jako detektiv Antonio Dawson.
Když se seriál dostal do fáze předprodukce, obsazení se změnilo. V červnu 2013 bylo oznámeno, že Melissa Sagemiller si v seriálu nezahraje, naopak se k obsazení přidal Jesse Lee Soffer. Jeho postava byla představena v druhé sérii seriálu Chicago Fire. V srpnu 2013 se připojili Sophia Bush a Patrick Flueger, Marina Squerciati a Elias Koteas. V září potom Archie Kao.
V říjnu 2013 získala Stella Maeve vedlejší roli Nadii, krásné 18leté dívky, která pracuje jako eskort a je závislá na heroinu. Sydney Tamiia Poitier se v seriálu objevila jako host v pěti epizodách jako detektiv. V prosinci 2013 bylo oznámeno, že Eastwood a Raymonde seriál opustili kvůli tvůrčím neshodám.